# دراغان شاكوتا
دراغان شاكوتا (باليونانية: Ντράγκαν Σάκοτα)‏ مواليد 16 يونيو 1952 في بلغراد، جمهورية صربيا الاشتراكية، هو مدرب كرة سلة يوناني ولاعب سابق. بدأ مسيرته الاحترافية في سنة 1972. يدرب في الدوري اليوناني لكرة السلة. يبلغ طوله 6 قدم 6 بوصة (2.0 م). اعتزل اللعب في 1983.